# Amegilla deceptrix
Amegilla deceptrix es una especie de abeja excavadora perteneciente al género Amegilla, categorizada en la tribu Anthophorini, de la subfamilia Apinae.
Fue descrita científicamente por el austriaco Hermann Priesner en 1957. Aparece registrada y publicada en una sección de A new species of Amegilla from northeastern Egypt (Hymenoptera: Apidae). Linzer Biologische Beiträge, Vol. 39, Issue 2 de 2007.

## Distribución
Se distribuye por África, específicamente en Egipto.